# Marcelo Demoliner
Marcelo Demoliner (Caxias do Sul, 18 gennaio 1989) è un tennista brasiliano.

## Biografia
Specialista del doppio, ha vinto in carriera 5 tornei del circuito maggiore e il suo miglior ranking ATP è il 34º posto del novembre 2017. L'anno precedente era stato squalificato per tre mesi dopo essere risultato positivo a un controllo antidoping.
Il miglior risultato in doppio maschile nelle prove del Grande Slam sono stati i quarti di finale raggiunti agli US Open 2022, mentre in doppio misto si è spinto fino alle semifinali al torneo di Wimbledon 2017 e agli Australian Open 2018. In singolare ha vinto un torneo Challenger e dal 2017 ha giocato quasi esclusivamente in doppio. Nel 2018 ha fatto il suo esordio nella squadra brasiliana di Coppa Davis.

## Statistiche

### Doppio

#### Vittorie (5)
| Legenda doppio       |
| Grande Slam (0)      |
| ATP Finals (0)       |
| ATP Masters 1000 (0) |
| ATP Tour 500 (0)     |
| ATP Tour 250 (5)     |

| N. | Data            | Torneo                          | Superficie  | Compagno          | Avversari in Finale            | Punteggio           |
| 1. | 29 giugno 2018  | Antalya Open, Adalia            | Erba        | Santiago González | Sander Arends Matwé Middelkoop | 7-5, 6(6)-7, [10-8] |
| 2. | 19 ottobre 2019 | Kremlin Cup, Mosca              | Cemento (i) | Matwé Middelkoop  | Simone Bolelli Andrés Molteni  | 6-1, 6-2            |
| 3. | 9 febbraio 2020 | Córdoba Open, Córdoba           | Terra rossa | Matwé Middelkoop  | Leonardo Mayer Andrés Molteni  | 6-3, 7–6(4)         |
| 4. | 12 giugno 2021  | Stuttgart Open, Stoccarda       | Erba        | Santiago González | Ariel Behar Gonzalo Escobar    | 4-6, 6-3, [10-8]    |
| 5. | 8 aprile 2023   | Grand Prix Hassan II, Marrakech | Terra rossa | Andrea Vavassori  | Alexander Erler Lucas Miedler  | 6-4, 3-6, [12-10]   |

#### Finali perse (11)
| Legenda doppio       |
| Grande Slam (0)      |
| ATP Finals (0)       |
| ATP Masters 1000 (0) |
| ATP Tour 500 (2)     |
| ATP Tour 250 (9)     |

| N.  | Data              | Torneo                                       | Superficie      | Compagno          | Avversari in Finale                  | Punteggio              |
| 1.  | 6 febbraio 2016   | Ecuador Open, Quito                          | Terra rossa     | Thomaz Bellucci   | Pablo Carreño Busta Guillermo Durán  | 5-7, 4-6               |
| 2.  | 17 luglio 2016    | Swedish Open, Båstad                         | Terra rossa     | Marcus Daniell    | Marcel Granollers David Marrero      | 2-6, 3-6               |
| 3.  | 5 marzo 2017      | Brasil Open, San Paolo                       | Terra rossa (i) | Marcus Daniell    | Rogério Dutra Silva André Sá         | 6(5)-7, 7-5, [7-10]    |
| 4.  | 27 maggio 2017    | Open Parc Auvergne-Rhône-Alpes Lyon, Lione   | Terra rossa     | Marcus Daniell    | Andrés Molteni Adil Shamasdin        | 3-6, 6-3, [5-10]       |
| 5.  | 1º ottobre 2017   | Chengdu Open, Chengdu                        | Cemento         | Marcus Daniell    | Jonathan Erlich Aisam-ul-Haq Qureshi | 3-6, 6(3)-7            |
| 6.  | 29 ottobre 2017   | Vienna Open, Vienna                          | Cemento (i)     | Sam Querrey       | Rohan Bopanna Pablo Cuevas           | 6(7)-7, 7-6(4), [9-11] |
| 7.  | 21 ottobre 2018   | European Open, Anversa                       | Cemento (i)     | Santiago González | Nicolas Mahut Édouard Roger-Vasselin | 4-6, 5-7               |
| 8.  | 5 maggio 2019     | Internazionali di Baviera, Monaco di Baviera | Terra rossa     | Divij Sharan      | Frederik Nielsen Tim Pütz            | 4-6, 2-6               |
| 9.  | 29 settembre 2019 | Zhuhai Championships, Zhuhai                 | Cemento (i)     | Matwé Middelkoop  | Sander Gillé Joran Vliegen           | 6(2)-7, 6(4)-7         |
| 10. | 18 ottobre 2020   | St. Petersburg Open, San Pietroburgo         | Cemento (i)     | Matwé Middelkoop  | Jürgen Melzer Édouard Roger-Vasselin | 2-6, 6(4)-7            |
| 11. | 23 luglio 2023    | Swiss Open Gstaad, Gstaad                    | Terra rossa     | Matwé Middelkoop  | Dominic Stricker Stan Wawrinka       | 6(8)–7, 2-6            |

## Risultati in progressione
| Sigla | Risultato               |
| ----- | ----------------------- |
| V     | Vincitore               |
| F     | Finalista               |
| SF    | Semifinalista           |
| O     | Oro olimpico            |
| A     | Argento olimpico        |
| SF    | Bronzo olimpico         |
| QF    | Quarti di Finale        |
| 4T    | Quarto turno            |
| 3T    | Terzo turno             |
| 2T    | Secondo turno           |
| 1T    | Primo turno             |
| RR    | Round Robin             |
| LQ    | Turno di qualificazione |
| A     | Assente                 |
| ND    | Non disputato           |

| Legenda superfici    |
| -------------------- |
| Cemento              |
| Terra battuta        |
| Erba                 |
| Superficie variabile |

### Singolare
| Tornei Grande Slam         |     |     |     |
| Australian Open, Melbourne | Q1  | A   | 0-0 |
| Roland Garros, Parigi      | A   | A   | 0-0 |
| Wimbledon, Londra          | Q2  | A   | 0-0 |
| US Open, New York          | A   | A   | 0-0 |
| Vittorie-Sconfitte         | 0-0 | 0-0 | 0-0 |

### Doppio
| Tornei Grande Slam         |               |               |               |     |               |               |               |               |     |               |               |     |     |       |
| Australian Open, Melbourne | A             | A             | A             | 2T  | 3T            | 1T            | 3T            | 1T            | 1T  | A             | 2T            | 1T  | A   | 6-8   |
| Roland Garros, Parigi      | A             | A             | A             | 1T  | 1T            | 2T            | 2T            | 1T            | 1T  | A             | 1T            | A   | 1T  | 2-8   |
| Wimbledon, Londra          | 1T            | 1T            | 3T            | 2T  | 3T            | 2T            | 3T            | ND            | 1T  | A             | 1T            | A   |     | 7-9   |
| US Open, New York          | A             | A             | 2T            | 3T  | 2T            | 2T            | 1T            | 2T            | 2T  | QF            | 1T            | A   |     | 10-9  |
| Vittorie-Sconfitte         | 0-1           | 0-1           | 2-2           | 4-4 | 5-4           | 3-4           | 5-4           | 1-3           | 1-4 | 3-1           | 1-4           | 0-1 | 0-1 | 25-34 |
| Giochi Olimpici            |               |               |               |     |               |               |               |               |     |               |               |     |     |       |
| Giochi Olimpici            | Non disputati | Non disputati | Non disputati | A   | Non disputati | Non disputati | Non disputati | Non disputati | 1T  | Non disputati | Non disputati | A   | ND  | 0-1   |
| Vittorie-Sconfitte         | Non disputati | Non disputati | Non disputati | 0-0 | Non disputati | Non disputati | Non disputati | Non disputati | 0-1 | Non disputati | Non disputati | 0-0 | ND  | 0-1   |

### Doppio misto
| Tornei Grande Slam         |               |               |               |     |               |               |               |               |     |       |
| Australian Open, Melbourne | A             | A             | A             | A   | A             | SF            | A             | 1T            | A   | 3-2   |
| Roland Garros, Parigi      | A             | A             | A             | A   | QF            | QF            | A             | ND            | A   | 3-2   |
| Wimbledon, Londra          | A             | A             | A             | A   | SF            | 2T            | 1T            | ND            | 2T  | 5-4   |
| US Open, New York          | A             | A             | A             | A   | 2T            | 1T            | 2T            | ND            | QF  | 4-4   |
| Vittorie-Sconfitte         | 0-0           | 0-0           | 0-0           | 0-0 | 7-3           | 4-4           | 1-2           | 0-1           | 3-2 | 15-12 |
| Giochi Olimpici            |               |               |               |     |               |               |               |               |     |       |
| Giochi Olimpici            | Non disputati | Non disputati | Non disputati | A   | Non disputati | Non disputati | Non disputati | Non disputati | A   | 0-0   |
| Vittorie-Sconfitte         | Non disputati | Non disputati | Non disputati | 0-0 | Non disputati | Non disputati | Non disputati | Non disputati | 0-0 | 0-0   |